# Robert Yeates

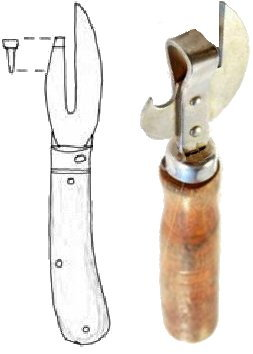
Dosenöffner nach Robert Yeates

Robert Yeates [ˈɹɒ.bət ˈjeɪts] (anhörenⓘ) war ein britischer Erfinder und Hersteller von Besteck und chirurgischen Werkzeugen.

## Leben
Yeates hatte seinen Betrieb bei der Adresse „Trafalgar Place West, Hackney Road, Middlesex“. Er erfand 1855 den Dosenöffner und meldete 1858 in Großbritannien ein Patent darauf an – gut 45 Jahre, nachdem die Konservendose erfunden worden war.